# Katija Zubčić
Katija Zubčić (sinh ngày 15 tháng 12 năm 1952) là một nữ diễn viên người Croatia.

## Sự nghiệp điện ảnh

### Truyền hình
| Năm       | Tên               | Vai                | Ghi chú   |
| --------- | ----------------- | ------------------ | --------- |
| 1982      | Nepokoreni grad   | /                  | Khách mời |
| 2004-2007 | Zabranjena ljubav | Lidija Bauer-Novak | Vai chính |
| 2007      | Obični ljudi      | Marija             | Khách mời |
| 2013      | Počivali u miru   | Marija Rukavina    | Khách mời |

### Điện ảnh
| Năm  | Tên               | Vai              | Ghi chú                |
| ---- | ----------------- | ---------------- | ---------------------- |
| 1983 | Čovjek od riječi  | /                | Chiếu trên truyền hình |
| 1983 | Hildegard         | Ankica Vidaković | Chiếu trên truyền hình |
| 1985 | Od petka do petka | /                |                        |
| 1995 | Posebna vožnja    | /                | Chiếu trên truyền hình |